# Malik Tillman
Malik Leon Tillman (Nürnberg, 2002. május 28.) amerikai válogatott labdarúgó, a Bayer Leverkusen játékosa.

## Pályafutása

### Klubcsapatokban
Tillman a Bayern München akadémiáján nevelkedett. A Bundesligában 2021. december 14-én mutatkozott be egy VfB Stuttgart elleni mérkőzésen. A 2022-2023-as idényben kölcsönben a skót élvonalbeli Rangers csapatában futballozott.
2025. július 12-én jelentették be, hogy ötéves szerződést kötött a német Bayer Leverkusen csapatával.

### A válogatottban
Többszörös amerikai és német korosztályos válogatott, tagja volt a 2019-es U17-es labdarúgó-Európa-bajnokságon szerepelt német csapatnak. Az amerikai felnőtt válogatottban 2022. június 2-án mutatkozott be egy Marokkó elleni barátságos mérkőzésen.

## Sikerei, díjai

### Klub
- Bayern München II
  - 3. Liga: 2019–20

- Bayern München
  - Bundesliga: 2020–21
  - Német szuperkupa: 2020
  - UEFA-szuperkupa: 2020

- PSV Eindhoven
  - Eredivisie: 2023–24, 2024–25

## Külső hivatkozások
- Transfermarkt profil
- Malik Tillman adatlapja a Soccerway oldalon (angolul)